# TMF Pure
TMF Pure was een digitale televisiezender van MTV Networks Benelux.
De zender werd samen met drie andere digitale zenders van MTV Networks gelanceerd op 1 mei 2005. Het ging toen om TMF NL, TMF Dance. Deze behoorden tot de eerste digitale themazenders in Nederland. Op 1 augustus 2006 werd TMF Pure omgedoopt tot MTV Brand New. Deze digitale zender zendt, in tegenstelling tot TMF Pure, non-stop videoclips uit in het alternatieve rock-genre. Behalve videoclips zijn er ook liveoptredens te zien. Sinds 1 augustus 2007 zond de zender weer uit, tezamen met 2 nieuwe themakanalen: Nick Hits en Nick Toons. TMF Pure zond non-stop videoclips uit in de genres R&B, rap en hip-hop en was teruggekomen omdat The Box (dat zich focuste op dezelfde genres) opgeheven is. Na de herintreding van TMF Pure blijft MTV Brand New wel bestaan. Alle zenders van TMF Nederland werden op 31 december 2011 gestaakt.